# Drôme Classic 2020
La 8e édition de la Drôme Classic (officiellement Royal Bernard Drôme Classic 2020), une course cycliste masculine sur route, a lieu en France le 1er mars 2020. L'épreuve est disputée sur 203 kilomètres avec un départ et une arrivée à Livron-sur-Drôme dans le département de la Drôme, dans le Rhone-Alpes. Elle fait partie du calendrier UCI ProSeries 2020 (deuxième niveau mondial) en catégorie 1.Pro. 
L'épreuve est remportée par l'Australien Simon Clarke (EF Pro Cycling). Il devance sur le podium, le champion de France Warren Barguil (Arkéa-Samsic) et l'Italien Vincenzo Nibali (Trek-Segafredo).

## Équipes participantes
| WorldTeams (7)- AG2R La Mondiale - Cofidis - Deceuninck-Quick Step - EF Pro Cycling - Groupama-FDJ - NTT Pro Cycling - Trek-Segafredo ProTeams (12)- Arkéa-Samsic - B&B Hotels-Vital Concept p/b KTM - Bingoal-Wallonie Bruxelles - Burgos-BH - Caja Rural-Seguros RGA - Circus-Wanty Gobert - Euskaltel-Euskadi - Nippo Delko One Provence - Rally Cycling - Riwal Readynez - Total Direct Énergie - Vini Zabù-KTM Équipe continentale- Saint Michel-Auber 93 |
| |

## Classements

### Classement final
| \| Classement général \| Classement général \| Classement général \| Classement général \| Classement général \| \| Coureur \| Coureur \| Pays \| Équipe \| Temps \| \| ------------------ \| ------------------ \| ------------------ \| ---------------------- \| ------------------ \| \| 1er \| Simon Clarke \| Australie \| EF Pro Cycling \| 5 h 17 min 11 s \| \| 2e \| Warren Barguil \| France \| Arkéa-Samsic \| + 0 s \| \| 3e \| Vincenzo Nibali \| Italie \| Trek-Segafredo \| + 2 s \| \| 4e \| Guillaume Martin \| France \| Cofidis \| + 26 s \| \| 5e \| Benoît Cosnefroy \| France \| AG2R La Mondiale \| + 26 s \| \| 6e \| Gonzalo Serrano \| Espagne \| Caja Rural-Seguros RGA \| + 36 s \| \| 7e \| Julien Simon \| France \| Total Direct Énergie \| + 36 s \| \| 8e \| Sean Bennett \| États-Unis \| EF Pro Cycling \| + 36 s \| \| 9e \| Tanel Kangert \| Estonie \| EF Pro Cycling \| + 36 s \| \| 10e \| Lilian Calmejane \| France \| Total Direct Énergie \| + 36 s \| |                  |            |                        |                 |
| |                  |            |                        |                 |
| Source : ProCyclingStats |                  |            |                        |                 |
| Classement général |                  |            |                        |                 |
| Coureur | Coureur          | Pays       | Équipe                 | Temps           |
| 1er | Simon Clarke     | Australie  | EF Pro Cycling         | 5 h 17 min 11 s |
| 2e | Warren Barguil   | France     | Arkéa-Samsic           | + 0 s           |
| 3e | Vincenzo Nibali  | Italie     | Trek-Segafredo         | + 2 s           |
| 4e | Guillaume Martin | France     | Cofidis                | + 26 s          |
| 5e | Benoît Cosnefroy | France     | AG2R La Mondiale       | + 26 s          |
| 6e | Gonzalo Serrano  | Espagne    | Caja Rural-Seguros RGA | + 36 s          |
| 7e | Julien Simon     | France     | Total Direct Énergie   | + 36 s          |
| 8e | Sean Bennett     | États-Unis | EF Pro Cycling         | + 36 s          |
| 9e | Tanel Kangert    | Estonie    | EF Pro Cycling         | + 36 s          |
| 10e | Lilian Calmejane | France     | Total Direct Énergie   | + 36 s          |

### Classements UCI
La course attribue des points au Classement mondial UCI 2020 selon le barème suivant.
| Position           | 1er | 2e  | 3e  | 4e  | 5e | 6e | 7e | 8e | 9e | 10e | 11e | 12e | 13e | 14e | 15e | 16e à 30e | 31e à 40e |
| Classement général | 200 | 150 | 125 | 100 | 85 | 70 | 60 | 50 | 40 | 35  | 30  | 25  | 20  | 15  | 10  | 5         | 3         |